# Drewniki (powiat zamojski)
Drewniki – wieś w Polsce położona w województwie lubelskim, w powiecie zamojskim, w gminie Skierbieszów.
| SIMC    | Nazwa | Rodzaj    |
| ------- | ----- | --------- |
| 0898372 | Dół   | część wsi |
| 0898389 | Góra  | część wsi |

W latach 1975–1998 miejscowość należała administracyjnie do województwa zamojskiego.
Wieś jest sołectwem w gminie Skierbieszów. Według Narodowego Spisu Powszechnego z roku 2011 wieś liczyła 62 mieszkańców.
Wierni Kościoła rzymskokatolickiego należą do parafii Wniebowzięcia Najświętszej Maryi Panny w Skierbieszowie.

## Historia
Według Słownika geograficznego Królestwa Polskiego z roku 1881 Drewniki stanowią wieś i folwark w dobrach Skierbieszów należących wówczas do Mościckich. Wieś posiadała 17 domów i 102 mieszkańców w tej liczbie 64 prawosławnych, włościanie posiadali 233 mórg rozległości. Spis z roku 1827 wymienia Drewniki Skierbieszowskie w powiecie krasnostawskim, parafii Skierbieszów jako wieś prywatną posiadającą 15 domów i 87 mieszkańców.